# Wereldtentoonstelling van 1937
De Wereldtentoonstelling van 1937, oftewel Exposition Internationale des Arts et Techniques dans la Vie Moderne (Internationale tentoonstelling van kunst en techniek in het moderne leven) werd gehouden van 25 mei tot 25 november 1937 rondom de Trocadéro en de Champ-de-Mars in Parijs. Het was de 24e universele wereldtentoonstelling en werd door het Bureau International des Expositions geclassificeerd als algemene tentoonstelling van de tweede categorie, een destijds gebruikte sub-categorie van universele wereldtentoonstelling.
De 'expo' trok in totaal 31.040.955 bezoekers vanuit de hele wereld en wilde een 'synthese van de algehele vooruitgang’ zijn.

## De tentoonstelling

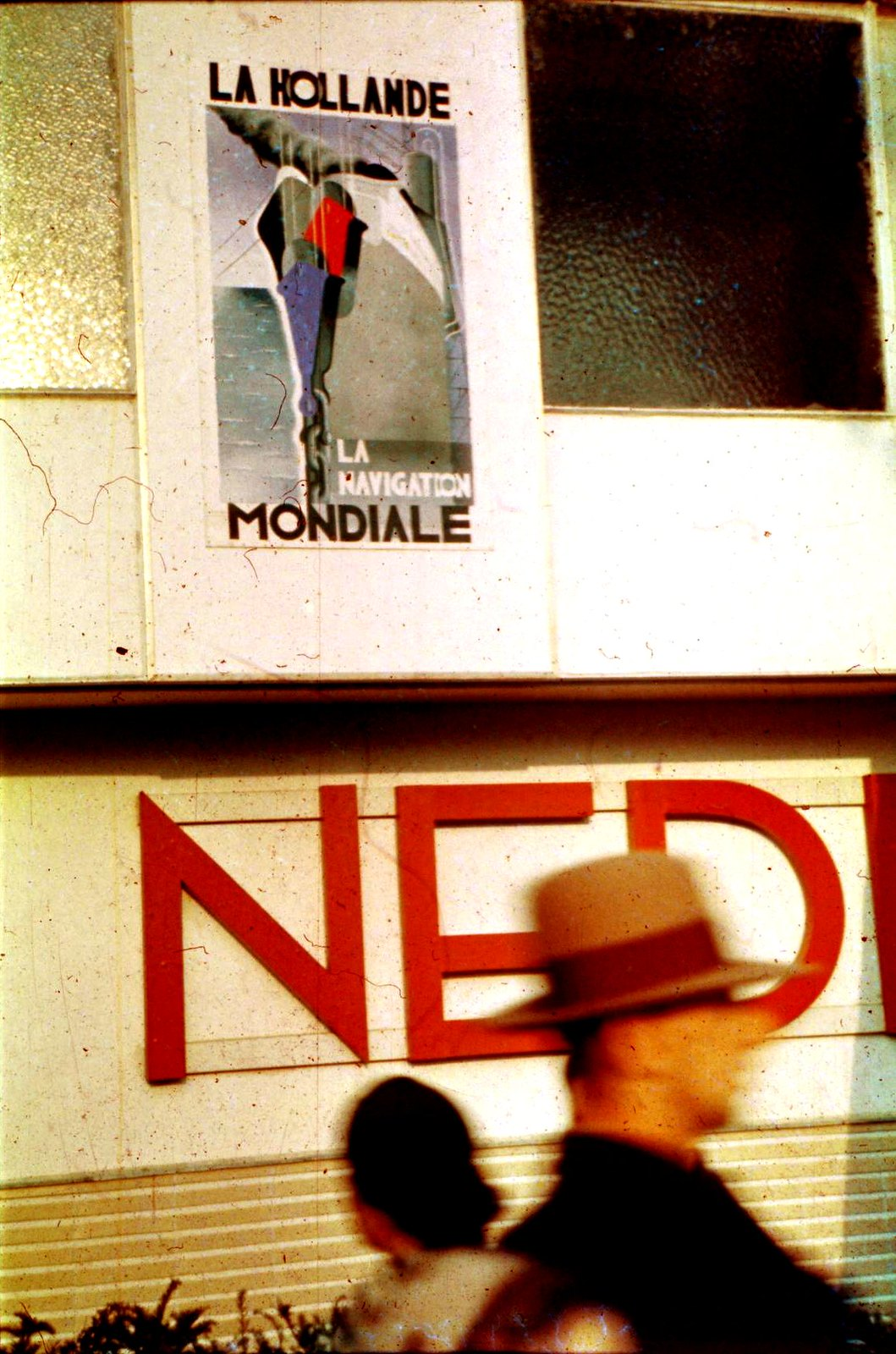
Nederlands paviljoen op de Wereldtentoonstelling van 1937 in Parijs

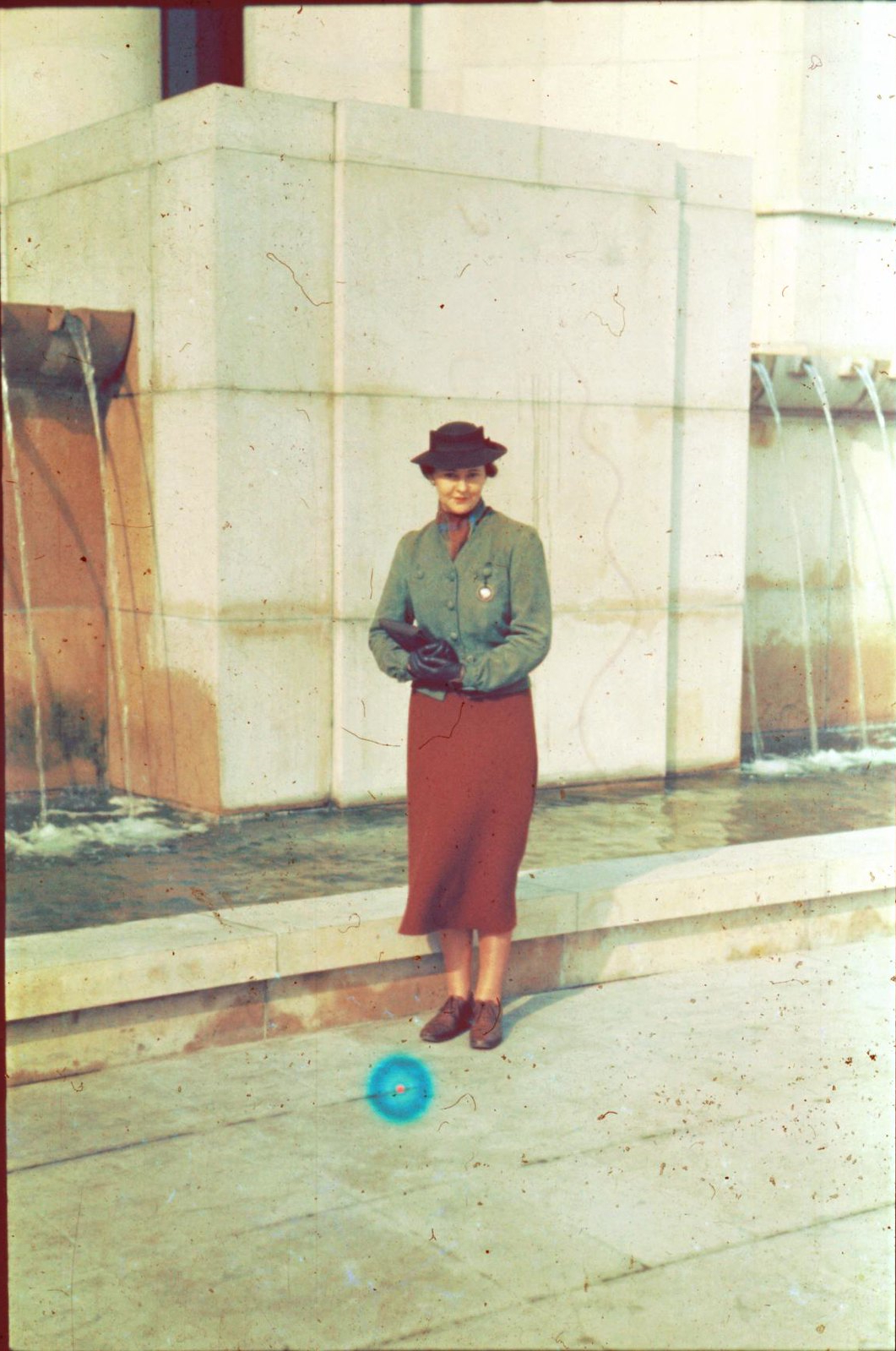
Het Palais de Chaillot, fontein bij de ingang van het gebouw

De Wereldtentoonstelling van 1937 werd in veel opzichten gedomineerd door de paviljoens van de Sovjet-Unie en van Duitsland en daarmee door de rivaliteit tussen de totalitaire ideologieën van het communisme en het nazisme, zoals die op dat moment ook al voelbaar was tijdens de Spaanse Burgeroorlog. De organisatie van de expo had beide paviljoens doelbewust recht tegenover elkaar geplaatst, op een centrale plek, vlak voor de Eiffeltoren. Beide landen lieten monumentale bouwwerken oprichten, die als kunstwerk op zichzelf golden. Het moderne, constructivistische 34 meter hoge Russische paviljoen was ontworpen door Boris Iofan, met daarbovenop de 24 meter hoge beeldengroep 'Arbeider en kolchozboerin' van Vera Moechina. Het paviljoen van Duitsland was ontworpen door Albert Speer. Hij had een geheim ontwerp van het Sovjetpaviljoen onder ogen gekregen en ontwierp vervolgens een nog hoger classicistisch, zuilvormig gebouw, met daarbovenop een adelaar met een hakenkruis in zijn klauwen, die neerkeek op het Russische paar. Zowel Iofan als Speer ontvingen voor hun ontwerp een gouden medaille.
|                                                        |  |  |
| Links het Duitse paviljoen, rechts het Sovjetpaviljoen |  |  |

Behalve de paviljoens van Rusland en Duitsland waren er op de expo meer monumentale panden te zien, zoals de paviljoens van Italië, Portugal en Canada (ontworpen door Joseph-Émile Brunet, met een enorm beeld van een buffel). Het Belgisch paviljoen werd ontworpen door Henry Van de Velde. In het door Josep Lluís Sert ontworpen Spaanse paviljoen was voor het eerst Pablo Picasso's Guernica te zien. Ook het Palais de Chaillot en het Musée de l'Homme werden gebouwd voor de expo. Beoogde trekpleister was een 700 meter hoge toren, de 'Phare du Monde', met de eerste echte parkeergarage en bovenin een restaurant met een overweldigend uitzicht. Dit project werd echter niet gerealiseerd.
Het vooruitgangsthema van de expo kwam tot uitdrukking in afzonderlijke paviljoens voor elektriciteit, licht, luchtvaart, spoorwegen, maar bijvoorbeeld ook voor toen nieuwe thema's als hygiëne, zeilsport, toerisme en film (Leni Riefenstahls Triumph des Willens werd er onderscheiden). Als uitbreiding van de tentoonstelling bouwde Le Corbusier het Pavillon des Temps Nouveaux. Rondom wetenschap en moderne kunst werden voortdurend thematische exposities georganiseerd. Vooraanstaande kunstenaars werkte thema's uit als 'Transport der krachten' (Fernand Léger) en 'De fee elektriciteit' (Raoul Dufy). Robert Delaunay maakte in het spoorwegpaviljoen zijn grote muurschildering 'Lucht, ijzer en water' en exposeerde schilderijen met als titel 'snelheid', 'precisie' en 'Propeller en ritme.

## Betekenis
In de lange geschiedenis van de wereldtentoonstellingen behoort die van 1937 in Parijs niet tot de best herinnerde, mede ook door de dominantie en latere verwerping van het monumentalistische uitdrukkingsvorm van totalitaire regimes. Cultuurhistorisch gezien noemt historicus Karl Schlögl het echter een van de meest interessante: 'Voor de laatste keer voor de Tweede Wereldoorlog kwam alles bijeen wat had geloofd in het herstel van de Europese civilisatie na de catastrofe van de Eerste Wereldoorlog', zo schrijft hij, 'maar nieuwe frontlijnen dienden zich reeds aan'.